# Margot Ebert
Margot Elisabeth Ebert (Maagdenburg, 8 juni 1926 – Berlijn, 26 juni 2009) was een Duits actrice, omroepster, danseres en schrijfster.
Ebert groeide op in Hamburg. Een van haar eerste optredens vond plaats in Erfurt. In 1952 werd Ebert een van de eerste omroepsters van de nieuwe Deutscher Fernsehfunk (DFF). Ze werkte mee aan vele uitzendingen van deze DDR-staatsomroep en werd in de DDR bekend door televisieprogramma's als Zwischen Frühstück und Gänsebraten op eerste kerstdag. Ebert was in deze uitzending gespreksleidster, samen met Heinz Quermann. Ze was ook populair door haar optreden in de komedieserie Maxe Baumann.
Ebert was gehuwd met de acteur Wilfried Ortmann. Na de Duitse hereniging trok ze zich uit het openbare leven terug en ging ze schilderen. Ze leefde aan de rand van Berlijn. Enkele weken na haar 83e verjaardag pleegde ze zelfmoord.

## Filmografie (selectie)
- 1958: Sie kannten sich alle
- 1959: Ware für Katalonien
- 1959: Eine alte Liebe
- 1960: Liebe auf den letzten Blick
- 1961: Guten Tag, lieber Tag
- 1972: Ein Kugelblitz aus Eberswalde
- 1976: Maxe Baumann: Ferien ohne Ende (televisieserie)
- 1976: Krach im Hochhaus
- 1977: Maxe Baumann: Keine Ferien für Max (televisieserie)
- 1978: Maxe Baumann: Max auf Reisen (televisieserie)
- 1978: Ein Hahn im Korb (televisiefilm)
- 1979: Maxe Baumann: Überraschung für Max (televisieserie)
- 1980: Der Keiler vom Keilsberg
- 1980: Maxe Baumann: Max in Moritzhagen (televisieserie)
- 1981: Mein Vater Alfons
- 1982: Der blaue Oskar (theateropname)
- 1982: Maxe Baumann: Max bleibt am Ball (televisieserie)
- 1983: Polizeiruf 110: Die Spur des 13. Apostels (televisieserie)
- 1987: Ferienheim Bergkristall: So ein Theater (televisieklucht)
- 1989: Tierparkgeschichten (televisieserie)

## Theater
- 1951: William Shakespeare: Wie es euch gefällt (Phoebe, een herderin) – Regie: Werner Wollek (Städtische Bühnen Erfurt)
- 1952: Edwin Burmester: Die lockere Odette (Louison, danseres) – Regie: Hermann Schalk (Städtische Bühnen Erfurt)
- 1956: William Shakespeare: Ein Sommernachtstraum (Hermia) – Regie: Fritz Wisten (Volksbühne Berlin)
- 1960: Gerhart Hauptmann: Fuhrmann Henschel – Regie: Erich-Alexander Winds (Volksbühne Berlin)
- 1967: Frederick Loewe / Alan J. Lerner: My fair Lady – Regie: Wolfgang Weit (Musikalische Komödie Leipzig)

- Gemeinsame Normdatei: 119018764
- International Standard Name Identifier: 0000 0003 6821 5844
- MusicBrainz: 2b317902-24b0-4454-9d4e-118f0c1bb13d
- Virtual International Authority File: 74653973
- WorldCat: E39PBJyGTFB6fGhxF46d4FDcyd